# 司徒詡
司徒诩（894年—959年7月1日），字德普，五代十国后唐、后晋、后汉、后周官员，贝州清河人。
父亲司徒伦，本郡督邮，为官清白。司徒诩少好读书，通《五经》大义，二十岁应乡举，不第。李嗣源镇守邢台，司徒诩前去拜见，被礼遇，在邯郸考试合格，历任永年、项城县令，有能名。长兴初年，李从珂镇守河中，征召为从事。不久，入朝担任左补阙、史馆修撰。秦王李從榮开府，朝廷以司徒诩为戶部員外郎，充河南府判官。秦王遇害，按例贬宁州司马。清泰初年，入朝为兵部员外郎。石敬瑭即位，改任刑部郎中，充度支判官、枢密直学士，由兵部郎中升任左谏议大夫、给事中，充集贤殿学士判院事，转任左散骑常侍、工部侍郎，历知许州、齐州、亳州三州事。后汉初年，担任礼部侍郎，三次主贡举，数年间，历任六部，由吏部侍郎拜太子宾客。他善于谈论，喜欢喝酒，招待宾客，信仰佛教。后汉乾祐年间，航海出使吴越国，相传他在海中祭祀龙王。周世宗即位，授太常卿。世宗留意雅乐，想要考正其音，司徒诩因为足疾，以本官致仕。显德六年五月廿三丁卯日（959年7月1日），在洛阳私第去世，年六十六岁。赠工部尚书。